# Wiktor Miednow
Wiktor Iwanowicz Miednow (ros. Виктор Иванович Меднов) (ur. 27 listopada 1927 w Moskwie, zm. 22 czerwca 2009 tamże) – radziecki bokser, srebrny medalista letnich igrzysk olimpijskich w Helsinkach w kategorii lekkopółśredniej.
Odpadł w eliminacjach tej kategorii wagowej na mistrzostwach Europy w 1953 w Warszawie, po przegranej z Leszkiem Drogoszem.